# Chuveiro

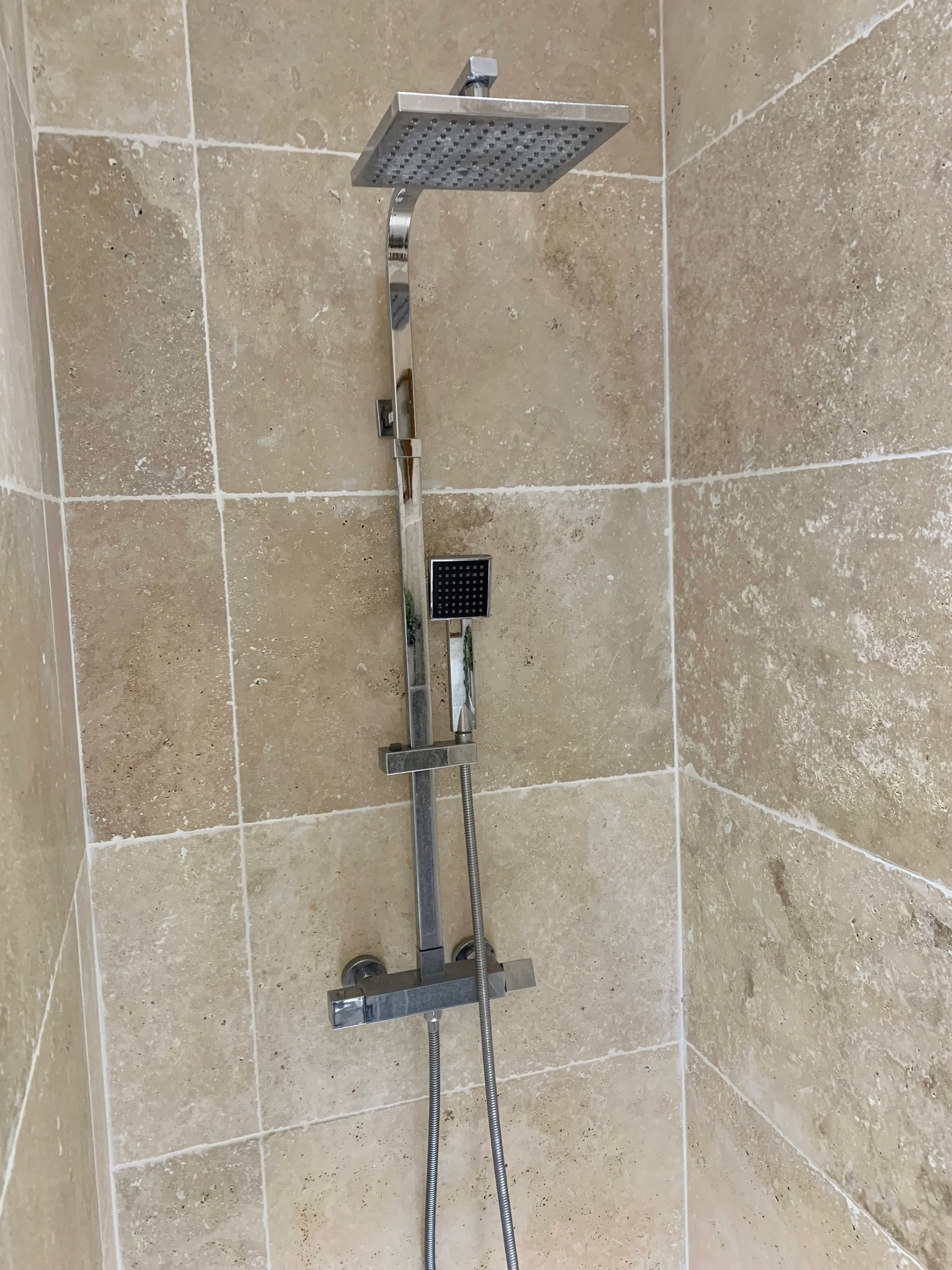
Chuveiro moderno usado nos dias de hoje

Chuveiro, também chamado de ducha (português brasileiro) ou duche (português europeu) é a terminação da rede de água numa residência, com orifícios pequenos que possibilitam sua dispersão e assim molhar uma maior área de modo uniforme, e destinada ao banho e higiene pessoais. Há uma diferenciação entre "tomar uma ducha" e "tomar um banho", no qual o primeiro não se faz necessário o uso de sabonete.

## Histórico

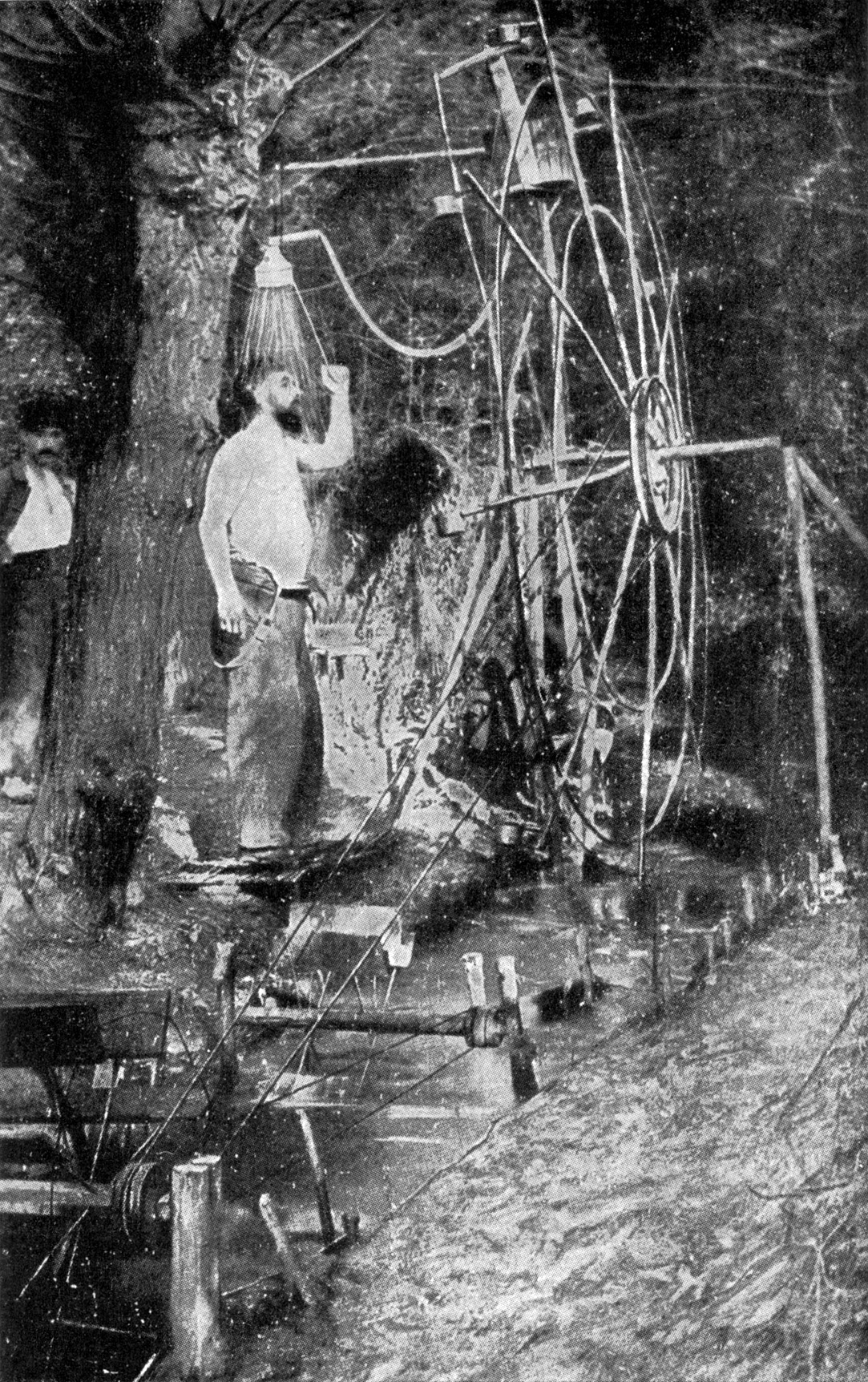
Ducha improvisado nas trincheiras da I Guerra Mundial

Hoje um objeto imprescindível em toda residência, onde equipa de forma indispensável os banheiros, o chuveiro na realidade é um equipamento bastante antigo;
Pinturas e vasos retratam sua existência no Egito e na Grécia, e seu uso nas casas de banho da Roma Antiga era comum.
No Japão, em forma de uma torneira, era equipamento indispensável para a limpeza que antecedia o banho nas banheiras de imersão, fazendo parte do ritual de higiene.

## Aquecimento da água
Originalmente sem aquecimento, ou com aquecimento prévio feito em compartimento separado, através da queima de lenha, apenas no século XX foi que o aquecimento a gás passou a ser introduzido, nos Estados Unidos e Europa.

### Torpedo
Uma das formas de aquecimento prévio da água era o uso de uma caixa d'água para o líquido aquecido através de uma serpentina do encanamento - conhecida por Torpedo - colocada no interior de um fogão a lenha.